# Percy Evans
Percy Evans was een Brits motorcoureur. Hij was de eerste coureur die de Isle of Man TT op de Snaefell Mountain Course won.
Van 1907 tot 1910 werd de TT van Man op de kortere St John's Short Course verreden. De Mountain Course werd wel voor auto's gebruikt, maar motorfietsen konden de 11 km lange klim tussen Ramsey en Douglas bij gebrek aan versnellingen niet nemen. In 1911 werd de TT verplaatst naar de 60km-lange Mountain Course en kwam er een tweede raceklasse. Naast de Senior TT voor eencilinders tot 500 cc en tweecilinders tot 585 cc werd de Junior TT (eencilinders tot 300 cc, tweecilinders tot 340 cc) toegevoegd. In die tijd kregen de tweecilinders een klein voordeel in cilinderinhoud omdat ze steeds langzamer waren geweest dan de eencilinders. 
Percy Evans, een motorfietshandelaar uit Birmingham, maakte deel uit van het team van Humber, dat herkenbaar was aan hun witte truien. Hij reed een 339cc-V-twin met directe riemaandrijving naar het achterwiel. De machine had twee versnellingen, waarschijnlijk door gebruik van een versnellingsnaaf in het achterwiel. Ze kon de klim (hoogteverschil ruim 400 meter) makkelijk nemen door het lage gewicht van 57 kg. Evans leverde een flink gevecht met Harry Collier (Matchless-eencilinder), maar won de eerste race over vier ronden met negen minuten voorsprong. Hij reed ook de snelste ronde (42,13 mijl per uur) en zette vanzelfsprekend het eerste racerecord met 3 uur, 37 minuten en 7 seconden.
In 1912 startte Evans ook voor Humber in de Isle of Man TT, maar hij kreeg veel problemen, waaronder een lekke band. Hij leende een binnenband van de Fransman Stoeffel die met zijn Alcyon was stilgevallen. Toen Evans zijn oude binnenband weggooide kwam die terecht op de voet van de juist passerende Harry Bashall, die de band op die manier een eind meenam. Het belette Bashall niet de race te winnen, maar Evans werd slechts elfde. 